# Savage Worlds
Savage Worlds (lett. "Mondi Selvaggi") è un regolamento di gioco di ruolo e di wargame tridimensionale scritto da Shane Lacy Hensley e pubblicato da Great White Games nel 2003, che dal 2005 lo pubblica con l'etichetta Pinnacle Entertainment Group. Il gioco enfatizza la velocità di gioco e la preparazione veloce del gioco rispetto al realismo e al dettaglio. Il gioco ha ottenuto l'Origins Award per il miglior gioco di ruolo del 2003.
Il manuale base e diverse ambientazioni sono state tradotte in italiano dal GG Studio.

## Ambientazione
La Pinnacle ha pubblicato diverse ambientazioni (definite "Savage Settings") e moduli progettati specificatamente per il sistema di gioco di Savage Worlds, per esempio Evernight, 50 Fathoms, Necessary Evil, Rippers e Low Life. Ha inoltre pubblicato diverse ambientazioni basate sulle sue linee editoriali precedenti, incluso Deadlands: Reloaded (basato su Deadlands), Tour of Darkness, Necropolis e Weird War II basato sulla linea Weird Wars.
A cominciare da 50 Fathoms la maggior parte delle ambientazioni pubblicate dalla Pinnacle sono basate su un concetto definito "Plot Point Campaign". Queste presentano una serie di avventure liberamente collegate da un arco narrativo principale ("plot point") ed una serie di avventure secondarie che espandono la campagna. Questo formato permette a un gruppo di personaggi di esplorare l'ambientazione sia giocando l'arco principale della storia, sia ignorandolo, in maniera simile ai videogiochi di ruolo.
È disponibile una licenza per editori che permette di pubblicare materiale per il sistema Savage Words, che permette l'uso del logo "Smiling Jack" sui loro prodotti. Molte avventure e supplementi in formato pdf sono state pubblicate utilizzando questo sistema.

## Regolamento di gioco

### Creazione del personaggio
I personaggi sono creati utilizzando un sistema di allocazione di punti, sebbene i master siano incoraggiati a progettare i personaggi non giocanti adeguandoli ai bisogni della storia, piuttosto che alla lettera delle regole. I personaggi sono descritti da una varietà di attributi, che includono la razza, tratti, vantaggi e svantaggi e (a seconda dell'ambientazione) poteri.
La razza di un personaggio di solito indica la sua specie, sebbene in alcune ambientazioni, come in Pirates of the Spanish Main, questo può in realtà indicare la nazionalità. Nel primo caso generalmente la razza applica dei modificatori alle caratteristiche, mentre nel secondo tipicamente non ne applica.
Il valore di ogni tratto indica il tipo di dado da utilizzare per prove di abilità legate a quella caratteristica. I valori possibili sono d4 (un dado a quattro facce, il valore minimo), d6, d8, d10 e d12. Le caratteristiche inoltre si dividono in attributi (caratteristiche inerenti del personaggio) e abilità (che sono capacità apprese). Gli attributi sono agilità, forza, intelligenza e vigore mentre abilità tipiche sono arrampicarsi, cavalcare, guarigione, combattere, ecc..
I personaggi possono ulteriormente essere personalizzati con vantaggi e svantaggi che diversamente dai tratti non sono valutati in termini di un dado. Inoltre ci sono alcuni attributi (attributi derivati) il cui valore è calcolato sulla base di altri. Questi sono "passo" (quanto ci si può muovere in un turno), parata (l'abilità nel difendersi), robustezza (la capacità di subire danni) e carisma (il fascino e la presenza fisica). Alcune ambientazioni aggiungono ulteriori attributi derivati.

### Risoluzione delle azioni
Il successo delle azioni è determinato tirando il dado associato al tratto relativo all'azione. Se il risultato è maggiore uguale al "numero chiave" — generalmente quattro — l'azione ha avuto successo, altrimenti fallisce. Se si ottiene il risultato massimo del dado, detto "asso", (per esempio 8 tirando un dado a otto facce), allora si può ritirarlo e aggiungere il nuovo risultato al tiro precedente, continuando a ritirare se si ottiene nuovamente il risultato massimo. Per ogni quattro punti con cui si supera il numero chiave si ottiene un "incremento", per esempio se si tenta una prova normale con numero chiave pari a 4, un risultato di 8 è un successo con un incremento, uno di 12 un successo con due incrementi e così via.
Quando due avversari tentano un'azione contrapposta (ad esempio afferrare entrambi lo stesso oggetto) entrambi fanno una prova di abilità e chi ottiene il totale maggiore riesce nell'azione. Il risultato dell'avversario diventa il numero chiave dell'azione, ottenendo quindi un numero di incrementi pari al numero di volte di cui supera di quattro punti il risultato dell'altro.
I personaggi giocanti e i personaggi non giocanti significativi sono detti "protagonisti". Ogni volta che devono tirare un dado per superare una prova tirano un dado a sei facce aggiuntivo (detto "dado del destino") e il risultato del tiro è il risultato più alto tra quello del dado associato al tratto e quello del destino. Anche il tiro del dado del destino si ritira se si ottiene un asso (in questo caso un sei). Inoltre i protagonisti ricevono per ogni sessione di gioco un certo numero di benny (un'abbreviazione in gergo per benefits, "benefici") rappresentati da gettoni da poker. Questi possono essere scambiati per vari tipi di bonus, come ridurre o negare il danno di un attacco o ritirare il dado associato al tratto per una prova di abilità

### Combattimento
L'iniziativa in combattimento viene determinata turno per turno pescando una carta da un mazzo di carte da poker e agendo in sequenza secondo il valore dalla più alta alla più bassa (A, K, Q, 10, 9, 8, 7, 6, 5, 4, 3 e 2), in caso di parità di valore si decide in base al seme (in ordine picche, cuori, quadri e fiori). I jolly permette di agire quando si preferisce nel turno, anche interrompendo l'azione di un altro personaggio e di avere un bonus di +2 a tutte le prove tentate nel turno. Il mazzo viene rimischiato al termine di ogni turno nel quale è stato pescato un jolly.
I danni sono determinati tirando un certo numero di dadi (dipendenti dall'arma usata) e nel caso di armi di mischia aggiungendo il risultato di un tiro di forza. Il numero chiave del tiro di danni è la robustezza dell'avversario. Se il tiro danni ha successo l'avversario è "scosso", per ogni incremento ottenuto subisce una ferita. Un personaggio scosso può solo muoversi di metà del suo movimento e non compiere altri tipi di azione. All'inizio di ogni turno può tentare un tiro di spirito per recuperare dalla condizione di scosso e tornare ad agire normalmente.
Le comparse hanno un solo punto ferita, quindi basta un successo in un tiro danni per eliminarle dal combattimento, mentre i protagonisti (giocatori e personaggio non giocanti significativi) possono subire più ferite, generalmente tre.

## Storia editoriale
Nel 2003 Shane Hensley, in seguito ai problemi economici in cui era incorsa il Pinnacle Entertainment Group fondò una nuova società la Great White Games, a cui trasferì tutte le proprietà intellettuali della società precedente. Però piuttosto che proseguire con la pubblicazione dei vecchi titoli semplificò il regolamento del wargame tridimensionale Great Rail Wars (a sua volta una versione semplificata di Deadlands) e lo usò come base per pubblicare il regolamento generico Savage Worlds. Alla convention di Origins 2004, ricevette l'Origins Award per il miglior gioco di ruolo del 2003.
Il nuovo regolamento fu supportato con un approccio molto diverso da quello seguito in precedenza da Hensley, invece di pubblicare molti supplementi per un'ambientazione (per Deadlands erano stati pubblicati oltre una quarantina di manuali) il regolamento fu supportato dalla pubblicazione di nuove ambientazioni di vario tipo come quella fantasy di Evernight: The Darkest Setting of All (2003), il cappa e spada di 50 Fathoms: High Adventure in a Drowned World (2003), il supereroistico Necessary Evil: Supervillains Must Rise Where Heroes Fall (2004) e così via, per ognuna delle quali furono pubblicati pochi (o nessun supplemento). A partire da 50 Fathoms l'ambientazione comprendeva una campagna gestita sulla base di avventure basate su vari luoghi della campagna, ognuna delle quali può portare avanti la trama principale o essere un'avventura collaterale scollegata da essa. Come per le ambientazioni in generale queste tendono a essere descritte in termini ampi lasciando al master il compito di approfondirle e questo in accoppiata con il regolamento leggero di Savage Worlds gli permette di poter preparare una campagna rapidamente..
Il manuale fu rivisto e pubblicato in formato PDF alla fine del 2004 e una revisione stampata fu pubblicata all'inizio del 2005 e nello stesso anno la Great White Games iniziò a pubblicare espansioni delle regole per diversi generi in formato elettronico. Fu anche pubblicato un regolamento autonomo per wargame tridimensionale basato sul regolamento di Savage World. Il ciclo si chiuse con la pubblicazione di Deadlands Reloaded, un'ambientazione per Savage World che ripropone l'ambientazione del gioco di ruolo dal cui regolamento aveva avuto origine quello Savage Worlds. A partire da quest'anno inoltre la Great White Games iniziò a pubblicare i giochi usando la vecchia etichetta del Pinnacle Entertainment Groupo.
Alla fine del 2005 la Pinnacle si accordò con la WizKids per pubblicare giochi di ruolo autonomi basati sulle ambientazioni di Pirates, Rocketmen e MageKnight usando le regole di Savage Worlds. Solo The Pirates of the Spanish Main RPG fu effettivamente pubblicato nell'aprile 2007. La Pinnacle pubblicò nel 2007 un altro gioco su licenza, The Savage World of Solomon Kane, basato su Solomon Kane, un personaggio creato da Robert E. Howard.
Nell'ottobre 2007 la Pinnacle pubblicò  un'edizione a prezzo molto economico in formato digest delle regole, chiamata  Savage Worlds Explorer's Edition. Questa vendette oltre 50 000 copie in quattro anni e comprende la revisione del danno in combattimento di mischia comparsa per la prima volta in Deadlands Reloaded, oltre a nuove regole per gli inseguimenti.
A partire dal 2008 inoltre iniziò a supportare più approfonditamente le proprie linee di prodotti, con la pubblicazioni di nuovi supplementi generici come Fantasy Companion (2009) e il Super Powers Companion (2010), la pubblicazione di supplementi per l'ambientazione di Solomon Kane e la pubblicazione di una serie di avventure per Deadlands. Continuò comunque la pubblicazione di nuove ambientazioni come la postapocalittica Deadlands Hell on Earth: Reloaded (2012)  e l'hurban fantasy Deadlands: Noir (2012) e la versione per Savage Worlds dello steampunk Space: 1889.
Oltre alle ambientazioni pubblicate dalla Pinnacle, c'è stato tutto un fiorire di ambientazioni pubblicate da terze parti grazie al fatto che la Pinnacle licenzia liberamente il sistema di gioco, sebbene per garantire la qualità dei prodotti le licenze devono comunque essere preapprovate.

### Edizioni italiane
Il sistema di gioco è stato licenziato in Italia dalla GG Studio, che ha tradotto oltre al manuale base anche alcune ambientazioni originali (Deadlands Reloaded, Necessary Evil, 50 Fathoms), nonché l'ambientazione fantascientifica Nemezis e quella spada e stregoneria Beasts & Barbarians, entrambe della licenziataria polacca GRAmel (nonostante la linea Beasts & Barbarians sia realizzata dall'italiano Umberto Pignatelli). La traduzione del manuale base ha ricevuto nel 2014 il premio di gioco di ruolo dell'anno a Lucca Comics & Games. Sono inoltre pubblicate a partire da novembre 2013 diverse altre "ambientazioni selvagge" originali del tutto italiane:
- Enascentia di Edoardo Dalla Via: un fantasy ambientato su un mondo estraniante e pervaso dalla magia, in cui uomini e donne delle numerose razze che vi appaiono non nascono né invecchiano ma sono costantemente in cerca del mistero della propria natura. A novembre 2014 è stato pubblicato anche Enascentia - Dietro lo Schermo, il manuale del game master di Enascentia.
- Freak Control di Danilo Moretti, Maria Mello Rella e Stefano Cestari: ambientato nei fluorescenti anni ottanta, in cui si muovono gli Agenti del Destino di una misteriosa compagnia che indaga su eventi soprannaturali, dimensioni parallele e sconcertanti "freak".
- Ultima Forsan di Mauro Longo e Giuseppe Rotondo: una rivisitazione ucronica e macabra del Rinascimento, in cui legioni di morti hanno invaso il Vecchio Mondo ed eroi di ogni credo e provenienza li affrontano per permettere la rinascita dell'umanità.
- Warage - L'Alba degli Eroi di Gilbert Gallo e Simone Raspi: ambientazione cyber-fantasy basata sul gioco di carte Warage. Un mondo di poteri soprannaturali, guerre magiche e battaglie all'ennesima potenza, dove tecnomanzia, stregoneria e miracoli si scontrano tra loro all'infinito.

A questi titoli va aggiunto inoltre Deadlands: Messico & Nuvole di Davide Mana, il primo caso di materiale per Deadlands: Reloaded pubblicato da una casa editrice licenzi]naggi iconici, regole sulle risse da saloon e numerosi spunti umoristici per avventure più scanzonate.

## Pubblicazioni

### Ambientazioni
Di seguito sono elencate solo le principali campagne, per alcune di queste sono state anche pubblicati manuali aggiuntivi.
- Shane Lacy Hensley (2003). 50 Fathoms: High Adventure in a Drowned World (2003). Un'ambientazione mista di cappa e spada fantasy/piratesca in un mondo sommerso dalle acque a causa di una maledizione delle tre streghe del mare. Vincitore dell'ENnie d'argento 2003 per miglior supplemento non d20[12]
- Shane Lacy Hensley (2003). Evernight. Una campagna in un'ambientazione fantay inizialmente standard, ma che viene precipitata in una notte eterna da entità maligne.
- Clint Black, Scott Pyle (2004). Necessary Evil (2004). Un'ambientazione supereroistica in cui gli invasori alieni hanno ucciso tutti i supereroi e solo i supercriminali sono i soli rimasti che possono opporsi agli invasori.
- Andy Hopp (2005). Low Life: The Rise of the Lowly. Un'ambientazione umoristica in una terra futura in cui la razza umana è ormai estinta in seguito a tutti i possibili disastri concepiti nei film di serie B e il suo posto da esseri mutati, scarafaggi intelligenti, orchi arrivati da un rift dimensionale e così via.
- Christopher Dolunt, Simon Lucas (2005). Rippers. Ambientazione dell'orrore nell'Era vittoriana
- Paul "Wiggy" Wade-Williams (2007). The Savage World of Solomon Kane. Basato sui romanzi di Solomon Kane di Robert E. Howard. ENnie d'argento per miglior valore di produzione 2008[13].
- Paul "Wiggy" Wade-Williams (2008). Slipstream. Un'ambientazione di fantascienza pulp, in una dimensione parallela in cui sono intrappolati esseri di decine di razze aliene.
- (2004). Weird War II. Nuova edizione dell'ambientazione Weird War II pubblicata per la prima volta nel 2000 usando il d20 System. Una seconda guerra mondiale alternativa con elementi magici in cui agli orrori dei combattimenti si aggiungono quelli del sovrannaturale.
- B.D. Flory, Shane Lacy Hensley (2005) Deadlands: Reloaded!. L'ambientazione originale da cui ha avuto origine il sistema di gioco di Savage Worlds riproposta con le nuove regole. Un Far West in cui si mischiano orrori sovrannaturali e tecnologia steampunk
- (2012). Deadlands: Hell on Earth Reloaded. Un possibile mondo futuro per Deadlands dopo una catastrofica guerra nucleare.
- Paul "Wiggy" Wade-Williams (2007). Pirates of the Spanish Main. Ambientazione cappa e spada piratesca basata su una proprietà intellettuale della WizKids
- Clint Black, Matthew Cutter, Joel Kinstle, Piotr Koryś, Tony Lee, William Reger (2010).Space 1889: Red Sands. Edizione per Savage World dell'ambientazione steampunk Space: 1889. Vincitrice dell'ENnie d'argento 2011 per il miglior supplemento[14]

### Wargame tridimensionali
- Shane Lacy Hensley (2004).Rippers: The Horror Wars
- James Houlahan (2005). Modern Ops

### Supplementi generici
- Paul "Wiggy" Wade-Williams (2005). Fantasy Bestiary Toolkit
- Paul "Wiggy" Wade-Williams (2005). Fantasy Gear Toolkit
- Paul "Wiggy" Wade-Williams (2005). Fantasy World Builder Toolkit
- Paul "Wiggy" Wade-Williams (2005). Fantasy Character Generator Toolkit
- Paul "Wiggy" Wade-Williams (2005). Science Fiction Bestiary Toolkit
- Paul "Wiggy" Wade-Williams (2006). Science Fiction Gear Toolkit
- Paul "Wiggy" Wade-Williams (2006). Science Fiction World Builder Toolkit
- Paul "Wiggy" Wade-Williams (2006). Pulp Gear Toolkit
- Paul "Wiggy" Wade-Williams (2006). Pulp GM's Toolkit
- Paul "Wiggy" Wade-Williams (2006). Horror Bestiary Toolkit
- Paul "Wiggy" Wade-Williams (2007). Horror GM's Toolkit
- Clint Black, Shane Lacy Hensley, Piotr Koryś, Simon Lucas e Paul "Wiggy" Wade-Williams (2009). Fantasy Companion
- Clint Black e Shane Lacy Hensley (2009). Super Powers Companion
- Clint Black, Jodi Black, Shane Lacy Hensley, Joel Kinstle, Piotr Koryś, Mike McNeal e Paul "Wiggy" Wade-Williams (2012). Horror Companion

### Altri editori
L'elenco si limita ad ambientazioni, per diverse di esse sono stati prodotti manuali o avventure supplementari.
- Kenneth Hite (2009). The Day after Ragnarok. Atomic Overmind Press. Una terra alternativa in cui gli Stati Uniti hanno usato il loro limitato arsenale atomico per uccidere il mitologico Jörmungandr evocato dai nazisti nel tentativo di iniziare il Ragnarǫk.
- Marc Gacy, Wil Upchurch (2009). Sherwood: The Legend of Robin Hood. Battlefeld Press
- Marc Gacy, Stephen J. Miller e Jonathan M. Thompson (2009). Gaslight Victorian Fantasy. Battlefeld Press
- Jason L. Blair (2012). Streets of Bedlam: A Savage World of Crime + Corruption. FunSizedGames
- Paul "Wiggy" Wade-Williams (2008). Necropolis 2350. Triple Ace Games
- Kevin L. Anderson, Dave Blewer, Simon Lucas e Paul "Wiggy" Wade-Williams (2008). Sundered Skies. Triple Ace Games
- Clint Black e Paul "Wiggy" Wade-Williams (2009). Hellfrost. Triple Ace Games. Ambientata cinquecento anni dopo la guerra vinta a fatica contro le razze selvagge del nord, giganti del ghiaccio, dragoni, orchi e altri ancora, gli inverni si sono sempre più allungati. In aggiunta a questo la magia, che ha aiutato gli uomini a vincere la guerra non è più affidabile e sta fallendo.
- Kevin L. Anderson e Lansing D. Tryon (2011). Wonderland No More. Triple Ace Games
- Daring Tales of Adventure. Triple Ace Games
- Daring Tales of Chivalry. . Triple Ace Games
- Daring Tales of the Space Lanes. Triple Ace Games
- Anna Lunsford, Darlene Szczepanik, Lee F. Szczepanik Jr. (2009). Dawn of Legends. Daring Entertainment. Ambientazione supereroistica.
- Jeff Mejia (2009). Legends of Steel. Evil DM Production. Fantasy spada e stregoneria
- B. Matthew Conklin, III, Darrin Drader, David Jarvis, Matthew E. Kaiser, Hal Maclean e Patrick Smith (2009) Interface Zero. Gun Metal Games. Ambientazione cyberpunk)
- Steven D. Ellis, Jon Ginsberg, Matthew E. Kaiser e David Viars (2011). Totems of the Dead. Gun Metal Games
- Aaron Acevedo, Barry Green e Sean Preston (2007). Runepunk. Reality Blurs. Fantasy steampunk
- Eric Avedissian, Sean Preston e Robert Wieland (2008). Ravaged Earth. Reality Blurs. Avventure in stile pulp negli anni quaranta di una Terra alternativa che all'inizio del secolo è stata attaccata dai marziani.
- Norm Hensley, Dave Olson, Randall Orndorff, Sean Preston e Ed Wetterman (2009). Agents of Oblivion. Reality Blurs. Ambientazione che mischia spionaggio e orrore.
- Shane Lacy Hensley, Simon Lucas, Sean Preston, Ed Wetterman, Cheyenne Wright e Stacy Young (2009). Realms of Cthulhu. Reality Blurs
- Norm Hensley, Dave Olson, Sean Preston, Jeff Scifert, Ed Wetterman e Stacy Young (2010). Iron Dynasty: Way of the Ronin. Reality Blurs. Un'ambientazione fantasy orientale.
- Darrell Hardy, Sean Preston (2013). Karthador: Swashbuckling Science Fiction. Reality Blurs
- Sean Patrick Fannon (2005). Shaintar: Immortal Legends - Player's Guide. Savage Mojo.
- Alan Bundock, Clyde Clark, Martin Klimes, Curtis Lyon, Sarah Lyon, Richard Mendenhall, Magnus Nyggard, Aaron Rosenberg e Zach Welhouse (2009). Savage Suzerain. Savage Mojo
- Kevin Rohan (2010). Wellstone City. Silver Gryphon Games
- Kevin Rohan (2010). Camp Wicakini. Silver Gryphon Games
- Kevin Rohan (2010). Zombacalypse. Sivler Gryphon Games
- Howard Andrew Jones, E. E. Knight e Dale Meier (2005). Vampire Earth Sourcebook. VampJac Productions